# Łęka Mała
Łęka Mała – wieś w Polsce położona w województwie wielkopolskim, w powiecie gostyńskim, w gminie Poniec.

## Historia
Miejscowość pierwotnie związana była z Wielkopolską. Ma metrykę średniowieczną i istnieje co najmniej od początku XIV wieku. Wymieniona w dokumencie zapisanym po łacinie z 1310 (wg. kop. XVII wieku) jako Nova Lanka, 1404 Parva Lanca, 1407 Mala Lanka, 1409 Lanka, 1408 Lanka Parva, 1422 utraque Lanka, 1424 Minor Lanka, 1428 Parva Ląnka, 1469 Parwa Lanky, 1510 Parva Lang, 1530 Laka Minor.
Według pierwszego zachowanego zapisu w 1310 książę śląski i wielkopolski, pan Głogowa i Poznania dziedzic Królestwa Polskiego Henryk III głogowski ustanowił dystrykt w Poniecu, a w jego granicach odnotowano m.in. wsie Łęka Wielka i Lęka Mała. W 1410 miejscowość należała do parafii Poniec. W 1445 miejscowość leżała w powiecie kościańskim Korony Królestwa Polskiego.
Miejscowość była wsią szlachecką i należała do lokalnej szlachty wielkopolskiej Wyskoków-Łęckich, Gryżyńskich, Włoszakowskich, Siedleckich oraz Opalińskich. Jako własność prywatna wieś podlegała sprzedaży, dziedziczeniu oraz wymianie i wielokrotnie w historii zmieniała właścicieli. W 1511 Zofia Włoszakowska oddała swoje części we wsiach Lęka Mała i Łęka Wielka swemu mężowi Janowi Turkowi Łąckiemu, który oddał je z kolei Piotrowi, Łukaszowi, Sebastianowi, Janowi i Maciejowi Opalińskim z Opalenicy. W 1520 część wsi i okolic staje się własnością Opalińskich. Należała do sędziego poznańskiego i starosty generalnego Wielkopolski Piotra. W 1522 zapisał swojej żonie Jadwidze z Tęczyna dobra Radlin oraz części we wsiach Łęka Wielka i Lęka Mała.
Miejscowość odnotowały historyczne regesty podatkowe. W 1510 we wsi leżącej wówczas w parafii żytowieckiej było trzech właścicieli ziemskich: Jan Turek Łącki, Mikołaj Siedlecki oraz mniejszy posiadacz Jan. W 1530 miał miejsce pobór podatków od 7 łanów. Odnotowano wówczas także opustoszałą karczmę. W latach 1563–1564 odbył się we wsi pobór od 11 łanów i karczmy dorocznej'.
Po rozbiorach Polski miejscowość wraz z całą Wielkopolską znalazła się w zaborze pruskim. W okresie Wielkiego Księstwa Poznańskiego (1815-1848) miejscowość należała do wsi większych w ówczesnym pruskim powiecie Kröben (krobskim) w rejencji poznańskiej. Łęka Mała należała do okręgu krobskiego tego powiatu i stanowiła część majątku Rokosowo, którego właścicielem był wówczas (1846) Józef Mycielski. Według spisu urzędowego z 1837 roku wieś liczyła 123 mieszkańców, którzy zamieszkiwali 14 dymów (domostw).
W niepodległej Polsce działało tu gniazdo ponieckiego Towarzystwa Gimnastycznego „Sokół”. We wsi działała szkoła do której w 1929 roku uczęszczało 55 uczniów, a nauczycielem był Bolesław Stępniewski i nieznany z imienia Wendzonka. Obwód szkolny obejmował Łękę Małą – wieś, Grodzisko – wieś i dwór, Maciejewo – folwark i Aleksandrowo – folwark. Przed pierwszą wojną światową wieś nosiła niemiecką nazwę Klein Lanka, a w czasie drugiej wojny światowej Klein Lanke. W 1949 roku na terenie wsi powstała placówka terenowa organizacji konspiracyjnej „Zawisza”, która wkrótce została rozbita przez Urząd Bezpieczeństwa.
W 1954 roku utworzona została gromada Łęka Mała. W latach 60. XX w. zaczęła działalność jednostka Ochotniczej Straży Pożarnej. W 1976 roku zlikwidowano szkołę podstawową. W latach siedemdziesiątych zaczął funkcjonować punkt biblioteczny (pod opieką filii miejskiej biblioteki w Żytowiecku). W 1997 roku wieś otrzymała nowoczesną telefoniczną centralę cyfrową. 1 grudnia 1999 roku liczba mieszkańców Łęki Małej wynosiła 190.
W latach 1954–1968 wieś należała i była siedzibą władz gromady Łęka Mała, po jej zniesieniu w gromadzie Poniec. W latach 1975–1998 miejscowość administracyjnie należała do województwa leszczyńskiego.